# Severance (serie de televisión)
Severance (Separación, en España) es una serie de televisión estadounidense de ciencia ficción y thriller psicológico creada por Dan Erickson y producida y dirigida principalmente por Ben Stiller. Está protagonizada por Adam Scott, Zach Cherry, Britt Lower, Tramell Tillman, Jen Tullock, Dichen Lachman, Michael Chernus, John Turturro, Christopher Walken, Patricia Arquette y Sarah Bock. La trama sigue a Mark (Scott), un empleado de Lumon Industries que acepta un programa de "separación" en el que sus recuerdos no laborales se separan de sus recuerdos laborales. 
La serie se estrenó en Apple TV+ el 18 de febrero de 2022, con elogios universales de la crítica, destacando su cinematografía, dirección, diseño de producción, partitura musical, historia y actuaciones. La serie recibió 14 nominaciones en la 74.ª edición de los premios Primetime Emmy, incluidas nominaciones a Mejor Serie Dramática y actuación para Scott, Turturro, Walken y Arquette; ganó por Diseño del título principal y partitura musical. En abril de 2022, la serie fue renovada para una segunda temporada, la cual se estrenó el 16 de enero de 2025.En marzo de 2025, la serie fue renovada para una tercera temporada.

## Premisa
Una siniestra corporación de biotecnología, Lumon Industries, utiliza un procedimiento médico de "separación" para separar los recuerdos no laborales de los recuerdos laborales en algunos de sus empleados. Cuando los trabajadores están en el trabajo, se los llama "innies" (intus, en Latinoamérica; dentri, en España) y no pueden recordar nada de sus vidas, ni del mundo exterior. Cuando están fuera del trabajo, se los llama "outies" (exus, en Latinoamérica; fueri, en España) y no pueden recordar su tiempo en el trabajo. Debido a esto, el interior y el exterior experimentan dos vidas diferentes, con personalidades y agendas distintas. Uno de estos empleados, Mark, descubre gradualmente la red de conspiración de ambos lados de la división.

## Elenco y personajes

### Principal
- Adam Scott como Mark Scout ("Mark S."): Un trabajador de Lumon Industries en la división de Refinamiento de macrodatos (MDR) que forma parte del programa de "separación". Su "exus" está de duelo por la muerte de su esposa.
- Zach Cherry como Dylan George ("Dylan G."): El compañero de trabajo de Mark que disfruta de las ventajas de la compañía.
- Britt Lower como Helena Eagan / Helly Riggs ("Helly R"): La hija del director ejecutivo de Lumon, Jame Eagan, quien se somete al proceso para generar apoyo al procedimiento, entrando a reemplazar a Petey, el exjefe de MDR. Su "innie" se rebela contra Lumon, provocando conflicto entre ambas.
- Tramell Tillman como Seth Milchick: El supervisor del piso cercenado.
- Jen Tullock como Devon Scout-Hale: La hermana embarazada de Mark.
- Dichen Lachman como Gemma Scout / Sra. Casey: Una profesora de literatura y la esposa de Mark presuntamente muerta; hoy atrapada como sujeto de pruebas donde su "innie" es consejera de bienestar en el piso cortado.
- Michael Chernus como Ricken Hale: El esposo de Devon, un autor de autoayuda.
- John Turturro como Irving Bailiff ("Irving B."): El compañero de trabajo separado de Mark que es un riguroso con la política de la empresa y se siente atraído por Burt.
- Christopher Walken como Burt Goodman ("Burt G."): El jefe separado de la división de Óptica y Diseño que se siente atraído por Irving.
- Patricia Arquette como Harmony Cobel: La gerente del piso cercenado en Lumon, que tiene una identidad falsa fuera del trabajo como la Sra. Selvig, la vecina de al lado de Mark.
- Sarah Bock como la señorita Huang (temporada 2), la joven nueva subdirectora del piso cortado.

### Recurrentes
- Yul Vazquez como Peter "Petey" Kilmer: Un extrabajador de Lumon y el mejor amigo de Mark que fue despedido en circunstancias misteriosas.
- Michael Cumpsty como Doug Graner: El jefe de seguridad en el piso cercenado de Lumon.
- Nikki M. James como Alexa: La matrona de la hermana de Mark.
- Sydney Cole Alexander como Natalie Kalen, representante de relaciones públicas de Lumon y enlace para su consejo de administración.
- Nora Dale como Gabby Arteta, una nueva madre casada con Angelo Arteta.
- Mark Kenneth Smaltz como Judd, guardia de seguridad de Lumon.
- Donald Webber Jr. como Patton, un amigo de Ricken.
- Annie McNamara como Danise, un amigo de Ricken.
- Claudia Robinson como Felicia, empleada asignada a  Optica & Diseño y amiga cercana de Burt.
- Karen Aldridge como Asal Reghabi, antigua cirujana en Lumon que reintegró a Petey.
- Michael Siberry como Jame Eagan, CEO de Lumon Industries.
- Ólafur Darri Ólafsson como el Sr. Drummond (temporada 2), un intimidante ejecutor de Lumon que está involucrado en las operaciones de Severance.
- Merritt Wever como Gretchen (temporada 2), la esposa de Dylan.
- Robby Benson como el Dr. Mauer (temporada 2), un médico en el piso de pruebas de Lumon.

### Invitados
- Marc Geller como Kier Eagan: El fundador de Lumon Industries, a quien se adora con devoción de culto dentro de la empresa. A pesar de su muerte, está representado a través de esculturas, pinturas y grabaciones.

- Michael Siberry como Jame Eagan, el actual director ejecutivo de Lumon Industries.
- Joanne Kelly como Nina, la exesposa de Petey.
- Cassidy Layton como June, la hija de Petey.
- Ethan Flower como Angelo Arteta, un senador que apoya la legalización del procedimiento de cercenadura (separación) y está casado con Gabby Arteta.
- Karen Aldridge como Asal Regabhi, una excirujana de Lumon.
- Bob Balaban como Mark W. (temporada 2), un nuevo miembro de MDR.
- Alia Shawkat como Gwendolyn Y. (temporada 2), un nuevo miembro de MDR.
- Stefano Carannante como Dario Rossi (temporada 2), un nuevo miembro de MDR.
- Sarah Sherman como la voz de una torre de agua en stop-motion en una película industrial de Lumon (temporada 2)
- Adrián Martínez como el Sr. Saliba, un gerente de una fábrica de puertas que entrevista a Dylan para un puesto. (temporada 2)
- Gwendoline Christie como Lorne (temporada 2), una empleada de Lumon que dirige el departamento de crianza mamífera.
- John Noble como Fields (temporada 2), el esposo de Burt.
- Sandra Bernhard como Cecily (temporada 2), una enfermera en la sala de pruebas.
- James LeGros como Hampton (temporada 2), un conocido de Harmony Cobel de Salt's Neck.
- Jane Alexander como Celestine "Sissy" Cobel (temporada 2), la tía solitaria de Harmony en Salt's Neck.

Ben Stiller tiene un cameo de voz no acreditado como una versión animada de Kier Eagan en la temporada 1.Keanu Reeves presta su voz a un edificio Lumon animado en la temporada 2, sin acreditar.

## Episodios
| Temporada | Temporada | Episodios | Episodios | Emisión original      | Emisión original    |
| Temporada | Temporada | Episodios | Episodios | Primera emisión       | Última emisión      |
| --------- | --------- | --------- | --------- | --------------------- | ------------------- |
|           | 1         | 9         | 9         | 18 de febrero de 2022 | 8 de abril de 2022  |
|           | 2         | 10        | 10        | 16 de enero de 2025   | 21 de marzo de 2025 |

### Temporada 1 (2022)
| N.º en serie | N.º en temp. | Título                                                                             | Dirigido por  | Escrito por        | Fecha de emisión original |
| --- | ------------ | ---------------------------------------------------------------------------------- | ------------- | ------------------ | ------------------------- |
| 1 | 1            | «Good News About Hell» «Buenas noticias sobre el infierno»                         | Ben Stiller   | Dan Erickson       | 18 de febrero de 2022     |
| Mark Scout es un joven empleado de la compañía Lumon Industries que trabaja en la división de Refinamiento de Macrodatos. En un nuevo día laboral, descubre que lo están ascendiendo a jefe de departamento a la luz de la repentina partida de su compañero de trabajo Petey. Su primera tarea es orientar a Helly, la sustituta, que se despierta en una sala de conferencias sin recordar quién es ni dónde está. Después de recibir orientación y conocer su nombre, exige y se le permite irse, pero descubre que no puede hacerlo. Luego ve un vídeo que explica que se ha sometido al procedimiento de "cercenadura", que dividió sus recuerdos para crear una versión de sí misma que sólo existirá dentro del lugar de trabajo. La versión "exterior" de Mark, un ex profesor que llora la muerte de su esposa y que vive en la ciudad de Kier, subsidiada por Lumon, se encuentra con un hombre que dice ser Petey y le entrega una carta con instrucciones crípticas. Mark regresa a casa e interactúa con su vecina, la Sra. Selvig, sin saber que ella es su jefa, la gerente senior Harmony Cobel. |              |                                                                                    |               |                    |                           |
| 2 | 2            | «Half Loop» «Medio bucle»                                                          | Ben Stiller   | Dan Erickson       | 18 de febrero de 2022     |
| El día anterior, Helly se somete al procedimiento de cercenadura como nueva empleada, implantando un microchip dentro de su cerebro. En la oficina, la Helly separada conoce a sus nuevos compañeros de trabajo, Dylan e Irving, y se le indica que su trabajo es clasificar números cifrados en contenedores digitales como parte del "refinamiento de macrodatos". Durante una fiesta de bienvenida encabezada por el gerente de piso Milchick, Helly se siente incómoda e intenta escapar escribiéndole a su yo externo (o "exus") una nota de renuncia, pero el ascensor se apaga. Mark afirma que esto se debe a los "detectores de códigos" integrados de Lumon que evitan la comunicación no autorizada entre ellos. Mark se atribuye la responsabilidad y lo llevan a la "sala de descanso" como castigo. Más tarde, Irving alucina con un líquido negro que cubre su escritorio y se le administra un "control de bienestar", donde la consejera Sra. Casey recita varios hechos sobre la salida de Irving, lo que obliga a Irving a reaccionar de manera neutral. En el centro de bienestar, Irving también se reúne con Burt, el jefe del departamento de Óptica y Diseño, formado por dos personas. Afuera, Mark se reúne una vez más con Petey, quien le explica que tiene una "enfermedad de reintegración" por revertir su cercenadura. También le habla sobre la sala de descanso y reproduce una grabación de él mismo leyendo repetidamente una disculpa estricta, con Milchick obligándolo a repetir las líneas. Mark le da refugio a Petey en su casa. Mientras se ducha, Petey sufre alucinaciones y se desploma                                      |              |                                                                                    |               |                    |                           |
| 3 | 3            | «In Perpetuity» «En perpetuidad»                                                   | Ben Stiller   | Andrew Colville    | 25 de febrero de 2022     |
| Petey le dice a Mark que unos misteriosos benefactores lo ayudaron a someterse al procedimiento de cercenadura. Mientras Mark está en el trabajo, su hermana Devon y su cuñado Ricken le entregan un libro escrito por este último en su puerta, que la Sra. Selvig roba y lleva a Lumon para comprobar si hay mensajes ocultos. Mientras busca en la casa de Mark, Petey la reconoce como Cobel y huye de la casa, sufriendo más alucinaciones y finalmente colapsando en una tienda de conveniencia. En la oficina, Helly se entera de que su solicitud de renuncia enviada a su "outie" ha sido rechazada. Mark frustra sus diversos intentos de pasar de contrabando otros mensajes a su salida. Para ayudarla a comprender por qué trabaja en Lumon, Irving sugiere que le muestren el Perpetuity Wing de la oficina, que documenta la historia del fundador de Lumon, Kier Eagan, y su dinastía sucesora. Después de intentar otro escape, Helly es llevada a la sala de descanso, donde Milchick la obliga a recitar repetidamente un pasaje de disculpa. Después de su turno, Mark sigue el tráfico de ambulancias hasta la tienda y es testigo de cómo los paramédicos se llevan a Petey después de que deja de respirar. Mark corre a casa para eliminar las pruebas de su estancia, pero es interrumpido cuando suena su teléfono móvil abandonado. |              |                                                                                    |               |                    |                           |
| 4 | 4            | «The You You Are» «El "tu" que eres»                                               | Aoife McArdle | Kari Drake         | 4 de marzo de 2022        |
| Mark pierde la llamada en el teléfono de Petey y la guarda, notando varias llamadas perdidas del mismo número bloqueado. Al día siguiente, Irving visita Óptica & Diseño, donde se acerca más a Burt y descubre el libro de Ricken que Milchick dejó durante el intento de fuga de Helly. Mark decide conservar el libro a pesar de prometer entregárselo a la dirección. Helly regresa de la sala de descanso después de verse obligada a leer su disculpa más de mil veces; encuentra una cortadora de papel y amenaza a Cobel con automutilarse a menos que le concedan una solicitud de renuncia grabada. Sin embargo, su yo de arriba le devuelve una grabación negando firmemente la solicitud. Más tarde esa noche, Mark recibe una notificación de noticias informando que Petey murió de una "enfermedad desconocida"; El teléfono de Petey suena poco después. Cobel asiste al funeral como la Sra. Selvig y extrae el chip de cercenadura de Petey antes de su cremación. Luego le pide a la Sra. Casey que realice un control de bienestar "especial" de Mark, que ella observa de forma remota. Casey le pide a Mark esculpir su estado emocional en arcilla; Mark esculpe un árbol que sus amigos visitaron en recuerdo de su difunta esposa Gemma después del funeral. Irving descubre que O&D en realidad tiene al menos siete empleados, que trabajan en una enorme trastienda sin etiquetar. Dylan encuentra el libro de Ricken escondido en los archivos de Mark. Helly saca de contrabando un cable de extensión y se ahorca en el hueco de un ascensor.                                                                                               |              |                                                                                    |               |                    |                           |
| 5 | 5            | «The Grim Barbarity of Optics and Design» «La sombría barbarie de Óptica y Diseño» | Aoife McArdle | Anna Ouyang Moench | 11 de marzo de 2022       |
| Helly resulta herida en su intento de suicidio, pero finalmente sobrevive, regresando a trabajar tres días después. Mark continúa leyendo el libro de Ricken, que conlleva fuertes sentimientos antisistema. Fuera del trabajo, Devon da a luz. Cuando Helly regresa, Cobel le ordena a la Sra. Casey que la vigile de cerca, pero Mark saca a Helly del MDR y revela que ha estado recreando el mapa de Petey. Helly acepta ayudar a Mark a recrear el mapa después de que descubren un departamento previamente desconocido en el que un solo empleado alimenta a cabras. Burt admite ante Irving y Dylan que mintió sobre el tamaño de O&D debido a que se consideraba que MDR no era digno de confianza; se dan cuenta de que Lumon está enfrentando a los departamentos entre sí. Burt lleva a los dos a la trastienda de O&D y los presenta a sus empleados. |              |                                                                                    |               |                    |                           |
| 6 | 6            | «Hide and Seek» «Esconderse y buscar»                                              | Aoife McArdle | Amanda Overton     | 18 de marzo de 2022       |
| El jefe de seguridad de Lumon, Doug Graner, llama a Cobel para informarle que ha identificado al ex empleado Reghabi como el responsable de la reintegración de Petey. Irving y Burt admiten sus sentimientos el uno al otro, pero el primero admite que no está listo para comprometerse en una relación. Después de enterarse de que la Sra. Casey fue enviada a la sala de descanso por no vigilarlo a él y a Helly, Mark le pide a Irving que presente MDR a O&D, donde pide que los departamentos trabajen juntos para descubrir los secretos de Lumon. Sin embargo, Milchick los encuentra y envía a Mark a la sala de descanso. Más tarde, Milchick despierta brevemente al Dylan interior dentro de la casa de su exterior para localizar una tarjeta que Dylan robó de O&D, lo que lleva al Dylan interior a descubrir que tiene un hijo. Devon conoce a Gabby, una mujer que conoció en la sala de partos, pero Gabby no la reconoce; Más tarde, Devon se entera de que el marido de Gabby, Angelo Arteta, es un senador estatal respaldado por Lumon que apoya la legalización de la cercenadura. Cobel, como la Sra. Selvig, se acerca a Devon y Ricken actuando como su asesora de lactancia. Mark tiene una cita con Alexa, la matrona de Devon, a un concierto de la banda de punk-rock de la hija de Petey, y canta una canción de protesta contra Lumon. Más tarde, Mark finalmente contesta el teléfono de Petey y Reghabi se comunica con él para reunirse en persona en una universidad cercana. Cobel ordena que se instale una puerta con cerradura con tarjeta en la entrada de MDR.                                                                |              |                                                                                    |               |                    |                           |
| 7 | 7            | «Defiant Jazz» «Jazz desafiante»                                                   | Ben Stiller   | Helen Leigh        | 25 de marzo de 2022       |
| Mientras Mark se reúne con Reghabi, Graner entra al edificio, siguiendo un aviso de la seguridad del campus, y le dice a Mark que trabaja con él. Reghabi mata a Graner y le da a Mark su tarjeta de acceso y le dice que la lleve a su casa. Devon le dice a Cobel (haciéndose pasar por la Sra. Selvig) que sospecha que Gabby cortó sus recuerdos para evitar los dolores del parto. Milchick participa en una "Experiencia de baile musical" con el departamento como premio para Helly; Dylan se niega a participar y finalmente ataca a Milchick, enfurecido porque no puede saber más información sobre su hijo. Milchick se va para informar del incidente a Cobel; Mientras tanto, Dylan le cuenta al departamento sobre la capacidad de Lumon para despertarlos fuera del piso cortado, lo que se conoce como "tiempo extra de contingencia". Mark y Helly planean encontrar la oficina de seguridad; En el interior, descubren que Lumon controla estrictamente a todos sus empleados y que el tiempo extra se activa mediante dos palancas. Dylan se ofrece a quedarse fuera después del horario laboral para despertar a Mark y Helly en el exterior. Irving parte hacia O&D, preocupado por la seguridad de Burt. A su llegada, descubre que Burt se jubila y reprende abiertamente a Milchick, que no ha sido despedido, por explotar a los empleados despedidos. Después del trabajo, Alexa visita a un Mark borracho, quien la asusta después de romper una foto de Gemma. Después de que ella se va, Mark vuelve a montar la foto, revelando que es de la Sra. Casey.                                                                                    |              |                                                                                    |               |                    |                           |
| 8 | 8            | «What's for Dinner?» «¿Qué hay de cenar?»                                          | Ben Stiller   | Chris Black        | 1 de abril de 2022        |
| Se muestra que el exus de Irving vive solo en un apartamento, donde pasa gran parte de su tiempo pintando imágenes idénticas de un pasillo oscuro. Helly alcanza el 100 % en su archivo de refinamiento de datos, cumpliendo así la cuota de MDR para el trimestre. Cobel programa a Mark para una última sesión de bienestar con la Sra. Casey y parece decepcionada cuando Mark y la Sra. Casey no se recuerdan como marido y mujer. Luego ordena que envíen a la Sra. Casey de regreso al "piso de pruebas", cuya entrada se muestra como el mismo corredor en las pinturas de Irving. Mientras MDR celebra la cuota, la junta suspende a Cobel por ocultar conocimiento del intento de suicidio de Helly y sus actividades extracurriculares como la "Sra. Selvig". El equipo de MDR se prepara para que Dylan los despierte remotamente en el exterior; Helly besa a Mark antes de partir. El exus de Mark asiste a la fiesta de lectura de libros de Ricken y le dice a la Sra. Selvig que planea dejar Lumon; Ella lo anima a hacerlo. Dylan recibe una "fiesta de gofres" como recompensa por cumplir con la cuota, en la que se pone una cabeza de Kier Eagan y se sienta dentro de una réplica de la habitación de Kier en el ala de Perpetuidad mientras se realizan bailes rituales y seductores frente a él. Dylan sale a medio camino para acceder a la oficina de seguridad y activa el tiempo extra para despertar a los intus de Mark, Irving y Helly en el mundo exterior. |              |                                                                                    |               |                    |                           |
| 9 | 9            | «The We We Are» «Los "nosotros" que somos»                                         | Ben Stiller   | Dan Erickson       | 8 de abril de 2022        |
| El intus de Mark se despierta en la casa de Devon y se encuentra abrazando a Cobel. Mientras se disculpa para buscarla, llama a Cobel por su nombre, alertándola de su activación. Cobel llama a Milchick y le pide que revise la oficina de seguridad. Mark le revela en privado a Devon que está en estado intus; Devon le cuenta sobre la muerte de Gemma y descubre que la "Sra. Selvig" es la jefa de Mark. Devon anima a Mark a denunciar las fechorías de Lumon a la prensa, ya que es probable que Lumon controle a la policía. Irving se despierta en su apartamento, descubre las pinturas de su exus y sus antecedentes en la Marina de los EE. UU., y encuentra un mapa y un directorio de empleados en el armario que usa para localizar a Burt. Helly se despierta en una gala de Lumon donde descubre que su exus es Helena Eagan, hija del director ejecutivo de Lumon, Jame Eagan, quien se sometió a una cercenadura para generar apoyo público para legalizar el procedimiento. Cobel corre hacia la gala e intenta impedir que Helly pronuncie un discurso programado. Milchick llega a la oficina de seguridad y se abre paso a través de las restricciones improvisadas que Dylan ha colocado en la puerta. Helly sube al escenario y le cuenta a la multitud sobre el sometimiento y el tormento de los intus. Irving llega a la casa de Burt sólo para descubrir que ya está en una relación. Mark encuentra una foto que confirma que la Sra. Casey es Gemma. Se apresura a decírselo a Devon, pero sólo puede decir que está viva, antes de que Milchick ataque a Dylan, desactivando el tiempo extra y devolviendo a los tres a su estado exus. |              |                                                                                    |               |                    |                           |

### Temporada 2 (2025)
| N.º en serie | N.º en temp. | Título                                     | Dirigido por      | Escrito por                  | Fecha de emisión original |
| --- | ------------ | ------------------------------------------ | ----------------- | ---------------------------- | ------------------------- |
| 10 | 1            | «Hello, Ms. Cobel» «Hola Srita. Cobel»     | Ben Stiller       | Dan Erickson                 | 16 de enero de 2025       |
| Mark se despierta en el piso cortado en pánico, encontrando que la sala de bienestar de la Sra. Casey está fuera de servicio y que todo su equipo ha sido reemplazado. Milchick, que ahora está a cargo del piso cortado, le presenta a Mark a la nueva subgerente, la Sra. Huang (una niña) y le informa que han pasado cinco meses desde la "Rebelión Macrodata", que supuestamente convirtió al equipo de Mark en los rostros de la "reforma de cercenadura". Milchick dice que, si bien el exus de Mark pidió regresar a Lumon, los otros tres se negaron. Mark sabotea a su nuevo equipo como una distracción para llegar a la junta y solicitar el regreso de los otros intus; al día siguiente, se reúne con Dylan, Helly e Irving. Los cuatro son llevados a una sala de descanso renovada, donde Milchick promete mejores condiciones de trabajo y ofrece a los intus la opción de irse permanentemente o quedarse. Mark informa al grupo lo que descubrió mientras estaba afuera, mientras que Helly miente sobre quién es su exus. Irving, angustiado, amaga irse aún dolido por ver que Burt tenga una pareja, pero Dylan lo convence de que se quede. Milchick le muestra a Dylan los planos de una suite de visitas para los exus, en la que los intus puedan conocer a las familias de sus exus. El equipo reanuda el trabajo y se revela que el último archivo MDR de Mark, "Cold Harbor", pertenece a la Sra. Casey/Gemma. |              |                                            |                   |                              |                           |
| 11 | 2            | «Goodbye, Mrs. Selvig» «Adiós Sra. Selvig» | Sam Donovan       | Mohamad El Masri             | 24 de enero de 2025       |
| Después de la contingencia de horas extra, Milchick recibe la tarea de hacer control de daños y despide tanto a Irving como a Dylan; Irving le miente a Milchick sobre su paradero esa noche. Helena, acompañada por el jefe de seguridad, el Sr. Drummond, se reúne con Cobel y le ofrece un ascenso al "Consejo Asesor de Cercenadura" como recompensa por su lealtad, pero Cobel se siente insultada porque no le ofrecieron su antiguo trabajo de vuelta. Helena graba un video de disculpa haciendo pasar su arrebato en la gala como resultado de mezclar medicamentos y alcohol. Milchick intenta convencer a Mark de que vuelva a trabajar, pero Mark decide renunciar, para consternación de Devon, a quien le preocupa que Gemma esté viva. Dylan intenta encontrar un nuevo trabajo, pero lo discriminan por haber sido cercenado. Mientras Irving realiza una críptica llamada telefónica, Burt lo observa. Helena insiste en que Mark debe volver a trabajar para terminar el expediente de "Cold Harbor", y Milchick lo convence de que vuelva ofreciéndole un fuerte aumento de sueldo y prometiéndole que la felicidad que recibe su intus le llegará a él. Después de escuchar la súplica de Mark a la junta, Milchick vuelve a contratar a Dylan e Irving, mientras que la junta decide enviar a Helena de vuelta al trabajo. Mark se encuentra con Cobel mientras regresa a casa y le exige respuestas sobre Gemma, pero ella se marcha enfadada. |              |                                            |                   |                              |                           |
| 12 | 3            | «Who Is Alive?» «¿Quién está viva?»        | Ben Stiller       | Wei-Ning Yu                  | 31 de enero de 2025       |
| Mark imprime carteles de la Sra. Casey para repartirlos en el piso cortado, y va con Helly a llevar copias al misterioso departamento de cabras con el que una vez se toparon. Los dos descubren un pastizal de cabras supervisado por el departamento de cría de mamíferos, dirigido por una mujer llamada Lorne. Aunque inicialmente son hostiles, los mamíferos revelan que la Sra. Casey hizo sus sesiones en sus tanques de cría y prometen no obstaculizar la búsqueda de MDR. Irving lleva uno de los carteles de personas desaparecidas a O&D, donde se encuentra con Felicia. Ella le dice que su boceto del pasillo oscuro de las pinturas de su outie se parece al "salón de exportaciones", donde los empleados anteriores de O&D llevaban los productos que fabricaban. A Dylan se le concede una visita con la esposa de su outie, Gretchen, quien le muestra una foto de sus tres hijos. Natalie se acerca a Ricken para discutir la adaptación de su libro para los innies. Cobel acepta volver a unirse a Lumon con la condición de que la vuelvan a contratar como directora de MDR para ayudar a Mark a terminar el archivo de Cold Harbor. En cambio, Helena sugiere una reunión improvisada con la Junta, lo que incita a Cobel a marcharse. Mark y Devon intentan grabar una imagen residual en su retina para comunicarse con su innie; Reghabi interrumpe a Mark, diciéndole que su estrategia no funcionará y que la reintegración es la única forma de enviar mensajes dentro y fuera de Lumon. Mark acepta el procedimiento después de que Reghabi confirme que su esposa está viva. Mientras llevan a cabo el proceso en el sótano de Mark, Mark aparece entre el presente y la sala de orientación en el piso cortado. |              |                                            |                   |                              |                           |
| 13 | 4            | «Woe's Hollow» «La cuenca de la aflicción» | Ben Stiller       | Anna Ouyang Moench           | 7 de febrero de 2025      |
| El equipo de macrodata se encuentran en el mundo exterior en un lago congelado. Un mensaje pregrabado de Milchick les indica que deben encontrar el cuarto apéndice no revelado previamente del manual de Lumon, escrito por el fundador Kier Eagan, siguiendo las instrucciones de extraños doppelgangers de ellos mismos. Al encontrar el apéndice y llevarlo a la referenciada Cuenca de la aflicción, una cascada, son recibidos por Milchick y la señorita Huang, que han instalado un campamento. Después de ofender a Milchick riéndose del contenido del apéndice, Helly se enfrenta a Irving sobre su relato sospechoso de su tiempo durante la Contingencia de Horas Extras. Helly replica afirmando que Irving está amargado por la pérdida de Burt, lo que hace que Irving se vaya furioso. Helly y Mark tienen relaciones sexuales, después de lo cual Mark alucina brevemente la cabeza de Gemma sobre su cuerpo. Irving duerme afuera, donde sueña con Burt y la personificación de Woe descrita en el apéndice. A la mañana siguiente, Irving confronta a Helly con su sospecha de que ella es un topo. Para probarlo, le grita a Milchick y comienza a ahogar a Helly en la cascada. Luego se revela que Helly ha sido Helena todo el tiempo desde su regreso a MDR, y Milchick se ve obligado a convertirla en Helly R. para salvarle la vida. Milchick despide a Irving y lo convierte en su outie. |              |                                            |                   |                              |                           |
| 14 | 5            | «Trojan's Horse» «El caballo de Troya»     | San Donovan       | Megan Ritchie                | 14 de febrero de 2025     |
| Después del retiro, Helena, reacia, se ve obligada a seguir trabajando en el piso cortado como su innie hasta que Mark complete el archivo de Cold Harbor. Dylan exige un funeral para Irving y Milchick cumple. Durante la ceremonia, Dylan se da cuenta de que las últimas palabras de Irving hacia él hacen referencia a un póster de la sala de descanso; descubre una tarjeta con instrucciones para llegar al salón de exportación detrás de ella, pero rápidamente vuelve a esconder la tarjeta. Helly se entera de que la Sra. Casey es la esposa del outie de Mark, y Mark, ahora desconfiado de ella, confiesa sus dudas. Milchick se somete a su primera evaluación de desempeño como jefe de departamento, donde el Sr. Drummond critica duramente sus fallidas reformas de amabilidad, exigiendo que se trate a los Innies "como lo que realmente son". Milchick luego se enfrenta a Mark, revelando que sabe que él y Helena tuvieron relaciones sexuales durante el retiro. Ricken comienza a trabajar en la edición de Lumon de The You You Are, cargada de propaganda de la empresa, para consternación de Devon. Irving, mientras hace una llamada telefónica, se da cuenta de que Burt lo está observando. Burt admite que ha estado siguiendo a Irving desde la Contingencia y teoriza que tuvieron una relación romántica en el piso cortado. Invita a Irving a cenar al día siguiente con su esposo, Fields. Reghabi, que ahora vive con Mark, le informa que Lumon tiene conexiones en la morgue y le revela que los restos incinerados que posee no son de Gemma. En un destello repentino del piso cortado, Mark ve a Gemma con vida.                                                                                      |              |                                            |                   |                              |                           |
| 15 | 6            | «Attila»                                   | Uta Briesewitz    | Erin Wagoner                 | 21 de febrero de 2025     |
| Dylan informa a Mark y Helly sobre su descubrimiento de las instrucciones de Irving para llegar al Salón de Exportaciones. Mientras tanto, Milchick se toma el resto del día libre para abordar las infracciones señaladas en su evaluación de desempeño, dejando a la señorita Huang a cargo. Mark le confiesa a Helly que él y Helena tuvieron relaciones sexuales durante el retiro. Sintiendo que Helena le robó esta experiencia, Helly decide crear su propio recuerdo y tiene relaciones con Mark. En la Suite de Visitas de los Outie, Gretchen visita a Dylan una vez más y comparten un beso. Luego le miente a Outie Dylan sobre su visita a Lumon. Irving visita la casa de Burt para cenar, donde se desarrolla una conversación incómoda con Burt y su esposo, Fields. Durante la ausencia de Irving, el Sr. Drummond irrumpe en su apartamento y descubre el directorio de empleados de Lumon de Irving. Reghabi le informa a Mark que deben acelerar el proceso de reintegración inundando el chip, a pesar del riesgo de hemorragia. Mark se marcha enojado y luego visita un restaurante, donde se encuentra con Helena. Mark se va poco después y decide continuar con el proceso de reintegración. Reghabi realiza el procedimiento en Mark. Justo cuando la operación termina, Devon llega inesperadamente. Mientras habla con Devon, Mark se desmaya. |              |                                            |                   |                              |                           |
| 16 | 7            | «Chikhai Bardo»                            | Jessica Lee Gagné | Dan Erickson & Mark Friedman | 28 de febrero de 2025     |
| En flashbacks, Mark y Gemma se conocen en una campaña de donación de sangre. Los dos continúan teniendo un matrimonio amoroso que finalmente se ve empañado por dificultades para concebir un hijo. Poco antes de su "muerte", Gemma y Mark visitan una clínica de fertilidad dirigida por Lumon. En el presente, Gemma vive en el piso de pruebas en Lumon, donde todos los días visita múltiples habitaciones (que comparten los nombres de los archivos de MDR) que desencadenan una interna separada obligada a soportar situaciones incómodas, como una visita al dentista y un avión que se estrella, todo supervisado por el Dr. Mauer. Después de que ella sale de las habitaciones, Mauer la entrevista sobre sus recuerdos y emociones de las experiencias. Mientras tanto, mientras Mark yace inconsciente, Reghabi le confirma a Devon que Gemma está viva y le dice que Mark se está reintegrando voluntariamente. Reghabi se va cuando Devon sugiere llamar a Cobel para pedir ayuda. En el piso de pruebas, cuando Gemma le dice a Mauer que quiere irse, él le miente diciendo que Mark se volvió a casar. Gemma noquea a Mauer y le roba su tarjeta de acceso. Ella intenta escapar por el ascensor hasta el piso cortado, pero vuelve a ser la Sra. Casey. Milchick la redirige hacia el ascensor. Mark se despierta con Devon a su lado, todavía recordando a Gemma. |              |                                            |                   |                              |                           |
| 17 | 8            | «Sweet Vitriol» «Dulce desprecio»          | Ben Stiller       | Adam Countee & K. C. Perry   | 7 de marzo de 2025        |
| Cobel llega a Salt's Neck, la ciudad costera en la que creció. La ciudad ha pasado por tiempos difíciles, ya que la fábrica propiedad de Lumon que una vez apoyó a la ciudad ha cerrado, y gran parte de la población restante es adicta a la droga éter. Harmony visita a su viejo amigo Hampton, dueño de un café y traficante de éter, quien la lleva en secreto a la casa de la madre de Harmony. La tía de Harmony, Sissy, es una devota de Lumon que intenta evitar que Harmony entre en la antigua habitación de su madre, donde murió después de una larga enfermedad mientras Harmony estaba en un internado Lumon. Harmony encuentra la llave de la habitación, pero se queda dormida en la cama de su madre. Hampton la encuentra y se drogan. Harmony decide mirar dentro del almacén al aire libre, donde encuentra su anuario y sus bocetos del procedimiento de cercenadura y el chip, revelando que ella fue la verdadera inventora. Sissy intenta quemar las pruebas, pero Harmony las salva y escapa en la camioneta de Hampton, mientras un auto desconocido se acerca a la casa. Luego responde una llamada telefónica de Devon, quien le informa sobre la reintegración de Mark. |              |                                            |                   |                              |                           |
| 18 | 9            | «The After Hours» «Las horas extras»       | Uta Briesewitz    | Dan Erickson                 | 14 de marzo de 2025       |
| El día previsto para la finalización del expediente de Cold Harbor, Mark no se presenta a trabajar. Él y Devon se reúnen con Cobel, quien afirma que Gemma morirá si se completa Cold Harbor. Mark llama diciendo que está enfermo y le promete a Milchick que irá a trabajar al día siguiente. Gretchen le confiesa a Outie Dylan su romance con su Innie; en respuesta, Dylan amenaza con dejar el trabajo. Más tarde, le confía a Innie Dylan su pelea y se despide entre lágrimas. Desconsolado, Dylan presenta su renuncia. Mientras tanto, Burt, quien se revela que trabajó como ejecutor de Lumon, transportando personas de interés, irrumpe en el apartamento de Irving y lo lleva a dar una vuelta. Finalmente llegan a una estación de tren, donde Burt le compra un billete a Irving y le dice que no vuelva nunca más. Ambos comparten sus sentimientos, y Burt despide a Irving. La señorita Huang termina su período como subgerente y Milchick la despide. Helly recupera la tarjeta de instrucciones del salon de exportación y se la pasa memorizándola, pero Jame Eagan aparece en MDR. Por la noche, Cobel y Devon introducen a Mark a escondidas en una cabaña de los cercenados en la casa de partos. El innie de Mark despierta en la cabaña, donde Cobel lo espera. |              |                                            |                   |                              |                           |
| 19 | 10           | «Cold Harbor»                              | Ben Stiller       | Dan Erickson                 | 21 de marzo de 2025       |
| A través de grabaciones de video, el outie de Mark le pide a su innie que rescate a Gemma del piso de pruebas después de completar el archivo de Cold Harbor; de lo contrario, Gemma morirá. El innie de Mark se marcha furioso después de darse cuenta de que le están pidiendo que se sacrifique a sí mismo y a Helly. Al día siguiente, Mark llega al piso cercenado y completa el archivo de Cold Harbor mientras Dylan regresa para leer una carta de su outie. Mark recibe una celebración de una banda de música. Helly distrae a Milchick y lo atrapa en el baño mientras Mark busca el pasillo hacia el piso de pruebas. En la habitación de Cold Harbor, Gemma tiene la tarea de desmontar la cuna que Mark había construido para su bebé; esto no desencadena ninguna emoción para el deleite del Dr. Mauer y Jame Eagan. El Sr. Drummond convoca a Lorne para sacrificar un cordero; sin embargo, se distrae cuando Mark intenta entrar en el pasillo de exportaciones. Intenta matar a Mark, pero Lorne lo detiene. Mark lleva al Sr. Drummond en el ascensor hasta la planta de pruebas, pero lo mata accidentalmente durante la transición. Mark encuentra a Gemma y escapan de vuelta a la planta cercenada. Mark acompaña a Gemma hasta la puerta de salida, pero decide no acompañarla y regresar a Helly. |              |                                            |                   |                              |                           |

## Producción

### Antecedentes
Mientras estudiaba inglés en la Western Washington University, Erickson se interesó en el departamento de teatro, escribiendo obras cortas y otros trabajos creativos. Poco después, Erickson asistió a la Universidad de Nueva York, donde obtuvo una maestría en escritura para televisión. En 2016, su guion para el piloto de Severance apareció en los resultados de la encuesta de Blood List sobre los mejores guiones de género no producidos. Erickson había trabajado en un trabajo de oficina antes de escribir el programa, y afirmó en una entrevista: "Las ideas iniciales se me ocurrieron mientras trabajaba en un trabajo de oficina realmente malo y atravesaba un estado algo depresivo". Erickson dijo que su trabajo era tan adormecedor que deseaba poder "saltarse las ocho horas de la jornada laboral, disociarse y terminar de una vez", lo que se convirtió en la premisa del programa. Erickson es cercano a sus hermanos y afirma que fueron inspiraciones para algunos de los personajes del programa.

### Desarrollo
Ben Stiller leyó por primera vez el guion del episodio piloto al menos cinco años antes del estreno del programa, calificándolo como "lo más largo en lo que he trabajado". El guion fue enviado por Dan Erickson como muestra de escritura a la productora de Stiller, Red Hour Productions, y el ejecutivo de desarrollo Jackie Cohn se lo pasó a Stiller. Stiller dijo que disfrutó las contribuciones de la historia a la comedia en el lugar de trabajo. En enero de 2017, Stiller invitó a Adam Scott a protagonizar. En noviembre de 2019, Apple TV+ encargó la serie Severance, con Stiller dirigiendo y Scott en el papel principal. Stiller solo fue designado para dirigir el piloto, pero decidió dirigir varios episodios más cuando la serie entró en desarrollo.
El 6 de abril de 2022, Apple renovó la serie para una segunda temporada. En abril de 2023, se informó que Beau Willimon había sido contratado como productor ejecutivo y guionista para la segunda y la posible tercera temporada.  El 21 de marzo de 2025, poco después del estreno del final de la segunda temporada, Apple anunció la renovación de la serie para una tercera temporada.

### Rodaje

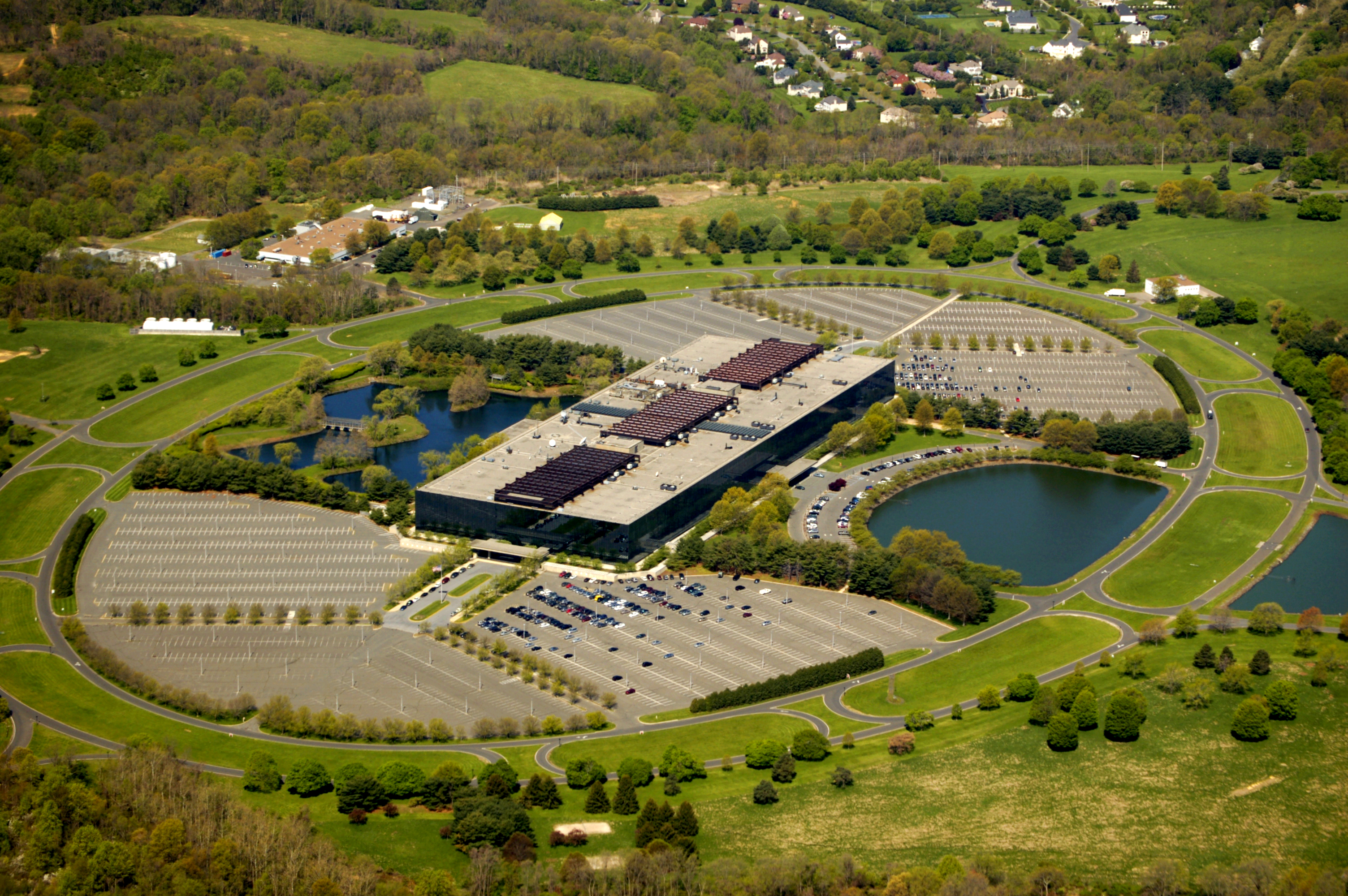
El complejo Bell Labs Holmdel en Nueva Jersey es usado como la sede de Lumon.

La pandemia de COVID-19 pospuso el inicio de la producción inicial en marzo de 2020. La fotografía principal de la primera temporada comenzó en la ciudad de Nueva York bajo el título provisional Tumwater el 8 de noviembre de 2020, el día después de las elecciones presidenciales de EE. UU. La escena inicial del programa se filmó el 6 de enero de 2021. La serie se filmó durante unos días en Nyack en febrero y en Kingston y Beacon en marzo. En abril, el rodaje se trasladó al centro de Nueva Jersey, principalmente en el complejo Bell Labs Holmdel, que sustituyó a la sede de Lumon. La filmación estaba programada para concluir el 23 de junio de 2021.
El diseñador de producción Jeremy Hindle combinó estilos corporativos de las décadas de 1960, 1970 y 1980 para lograr el aspecto distintivo del programa, y citó al arquitecto moderno Eero Saarinen como influyente en el diseño del edificio.  Erickson dijo que la combinación de automóviles y tecnologías de diferentes épocas tenía como objetivo "dar una ligera sensación de desorientación" y hacer que Lumon "se sintiera desconectado del tiempo y el espacio". Stiller dijo que el maestro de utilería reconstruyó computadoras viejas para que los actores pudieran hacer el trabajo presentado en el programa y así adaptarse al ambiente de la oficina. Estas computadoras carecían de una clave de escape, como metáfora de la falta de control que tienen los Innies mientras se encuentran en las oficinas de Lumon.
La segunda temporada comenzó a filmarse el 3 de octubre de 2022 en la ciudad de Nueva York y debía finalizar el 12 de mayo de 2023. Sin embargo, el 8 de mayo de 2023, la producción de la temporada se cerró debido a la huelga del Sindicato de Escritores de América de 2023. La producción se reanudó el 13 de mayo de 2023 y el rodaje se realizó en Terranova.  Posteriormente, la filmación se suspendió nuevamente debido a la huelga de actores y escritores, pero se reanudó el 29 de enero de 2024, y concluyó el 23 de abril de 2024.

### Casting
En enero de 2020, Patricia Arquette, Britt Lower, Jen Tullock y Zach Cherry se agregaron al elenco. Tramell Tillman se unió en febrero de 2020, y John Turturro y Christopher Walken se agregaron en noviembre de 2020. Dichen Lachman fue elegido en diciembre de 2020. Turturro dijo que recomendó a Walken para el papel de Burt porque lo conocía desde "hace mucho tiempo y no tengo que actuar como si fuéramos amigos".
El 31 de octubre de 2022, se anunció que Gwendoline Christie, Bob Balaban, Merritt Wever, Alia Shawkat, Robby Benson, Stefano Carannante, Ólafur Darri Ólafsson y John Noble se unirían al elenco de la segunda temporada.

## Influencias
Los medios relativamente recientes que influyeron en Severance incluyen la leyenda urbana en línea conocida como The Backrooms, el juego de computadora The Stanley Parable, películas como Office Space, Brazil, The Truman Show y Eternal Sunshine of the Spotless Mind, y las tiras cómicas de Dilbert. Las influencias más antiguas incluyen el infierno existencial en la obra de Jean-Paul Sartre No Exit y la distopía totalitaria en la novela de George Orwell Mil novecientos ochenta y cuatro. Estéticamente, la serie fue influenciada por las películas Brasil, Dark City y Playtime.
Respecto a las influencias del programa en el mundo real, Ericksen remarcó que "las mismas frustraciones que nos llevaron a este momento como país [Estados Unidos] y como mundo son las que yo sentía cuando escribí esto porque estaba trabajando en un empleo de oficina y estaba lidiando con todas estas solicitudes cada vez más locas que se hacen a los trabajadores. Esto nació de eso". Añadió que "se espera que los empleados den y den y den, con el entendimiento de que se trata de una familia; lo hacen por amor, pero a menudo los empleadores no lo devuelven de ninguna manera".

## Marketing
El primer metraje de la temporada 2 se lanzó el 10 de junio de 2024, como parte de una promoción para la próxima programación de Apple TV+.
El 9 de julio de 2024, una publicación en la cuenta de Apple TV+ en la plataforma de redes sociales X adelantó un anuncio sobre la temporada 2.  En el video, una luz parece parpadear en código Morse y deletrear la palabra "mañana". Al día siguiente, el 10 de julio, Apple TV+ confirmó que la temporada 2 debutará el 17 de enero de 2025.
El 14 de enero de 2025, dos días antes del estreno de la segunda temporada, Apple TV+ recreó la oficina de "Refinamiento de Macrodatos" del programa dentro de una caja de vidrio en Grand Central Terminal. Los actores Scott, Cherry, Arquette, Lower y Tillman ingresaron a la caja de vidrio y se comportaron como si estuvieran trabajando en sus respectivos trabajos en Lumon Industries durante aproximadamente dos horas y media.  La singularidad de la ventana emergente y la dedicación del elenco generaron respuestas en gran medida favorables del público.

## Recepción

### Temporada 1
Severance fue aclamada por la crítica durante su lanzamiento. En el sitio web agregador de reseñas Rotten Tomatoes, el 97% de las 111 críticas son positivas, con una calificación promedio de 8,6/10. El consenso del sitio web dice: "Audaz, misterioso y que aporta una nueva visión de los peligros del trabajo pesado corporativo, Severance es el paquete completo". Metacritic, el cual usa una valoración promedio, le asignó un puntaje de 83/100 basado en 31 críticas, indicando "aclamación universal".
La serie recibió una calificación de 5 de 5 estrellas de Lucy Mangan de The Guardian y Rachael Sigee de I,  4 de 5 estrellas de Huw Fullerton de Radio Times, John Nugent de Empire, Alan Sepinwall de Rolling Stone y Anita Singh de The Telegraph, y 3,5 de 4 estrellas de Patrick Ryan de USA Today. En su reseña, Mangan elogió la dirección de Stiller, la escritura y las actuaciones del elenco (particularmente las de Arquette, Turturro, Walken y Tillman).  Sigee también elogió las actuaciones, especialmente las de Scott, Arquette, Turturro y Walken, y escribió: "Severance se mueve lenta pero seguramente, dando tiempo para absorber tanto la impresionante construcción del mundo como las impresionantes imágenes, [...] [y] su cinematografía y diseño impresionantes. Con un elenco excepcional [...], esta es una historia original, extraña, que invita a la reflexión y bellamente elaborada que pregunta cuánto de nosotros mismos debemos entregar a nuestros trabajos". Fullerton también elogió la actuación de Scott y calificó la serie como "una creación impresionante".  Nugent elogió la dirección, las actuaciones de Scott, Arquette, Turturro y Walken, y la química entre los dos últimos. Sepinwall también elogió la dirección de Stiller y las actuaciones del elenco (en particular las de Scott, Turturro, Walken, Lower y Tillman), además del diseño de producción, el tono y el final de temporada.
Al calificar la serie con una "A", Carly Lane de Collider escribió, "el elemento más fascinante de Severance son los muchos misterios que presenta, envueltos en silenciosas cuestiones generales de filosofía, moralidad y libre albedrío versus elección, y como lo demuestra la serie, algunas de esas preguntas no se resuelven tan fácilmente, pero algunas cuestiones tampoco son tan claras como se presentaron inicialmente". También calificándolo con una "A", Ben Travers de IndieWire escribió: "Ya sea que inviertas en la alegoría, los arcos de los personajes o ambos, 'Severance' da en el blanco. [...] Erickson y su equipo de redacción merecen una mucho crédito. La temporada se desarrolla de manera limpia y eficiente; los episodios varían desde casi 60 minutos hasta 40 nítidos; abundan los cliffhangers, pero se ganan. [...] Esta es una narración serializada que sabe cómo aprovechar al máximo su formato episódico". Stephen Robinson de The AV Club le dio una calificación de "A-" y elogió la dirección de Stiller y el elenco, destacando las actuaciones de Lower, Scott, Tillman, Turturro, Walken, Tullock y Cherry. Para Entertainment Weekly, Kristen Baldwin lo calificó con una "B+" y destacó las actuaciones de Scott, Lower y Tillman, escribiendo: "Scott encaja perfectamente con el hombre común central de Severance, [...] Lower aporta una efectiva vulnerabilidad ante la mordaz Helly, y Tramell Tillman es una fuerza absoluta de carisma como Milchick".

### Temporada 2
La segunda temporada tiene un índice de aprobación del 95% basado en 207 reseñas y una calificación promedio de 8.9/10 en Rotten Tomatoes. El consenso del sitio web dice: "Manejando con maestría sus dos mitades de hábil estudio de personajes y pesadilla surrealista, la tan esperada segunda temporada de Severance convierte la disonancia cognitiva en un placer alucinante".  Metacritic le asignó una puntuación de 86 sobre 100 basada en 43 críticos, lo que indica "aclamación universal".
La segunda temporada de la serie recibió un total de 27 nominaciones en la 77ª edición de los Premios Emmy, convirtiéndose en la producción más nominada del año. Entre las categorías destacadas se incluyen: Mejor serie dramática, Mejor actor principal en serie dramática (Adam Scott), Mejor actriz principal en serie dramática (Britt Lower), Mejor actor de reparto en serie dramática (Tramell Tillman), Mejor actriz de reparto en serie dramática (Patricia Arquette), Mejor dirección en serie dramática (Ben Stiller), Mejor guion en serie dramática, Mejor diseño de producción, Mejor fotografía y Mejor edición.
Estas nominaciones consolidaron a Severance como una de las producciones televisivas más reconocidas de la temporada, tanto por su propuesta narrativa como por su excelencia técnica.